# Sphagnum orientale
Sphagnum orientale là một loài rêu trong họ Sphagnaceae. Loài này được L.I. Savicz mô tả khoa học đầu tiên năm 1951.